# 티머시 브룩

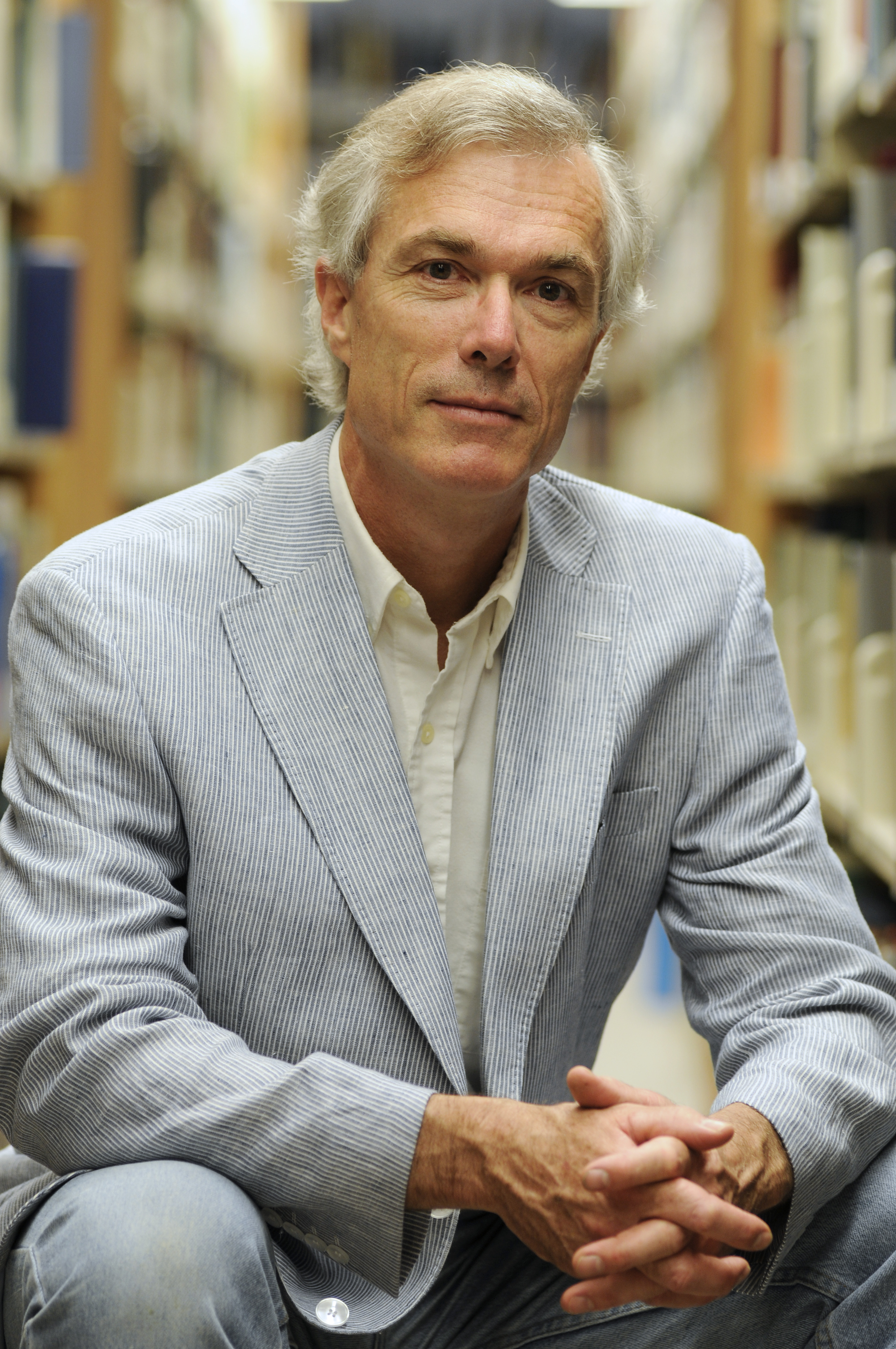
2008년의 브룩

티머시 제임스 브룩(영어: Timothy James Brook, 1951년 1월 6일 ~ )은 캐나다의 역사학자, 중국학자이다. 현재 브리티시컬럼비아 대학교에서 교편을 잡고 있으며, 중국 명나라의 사회사, 문화사 연구에 대한 업적을 남겼다.

## 수상
- 조지프 레벤슨상 (2000년)
- 마크 린턴 역사상 (2009년)